# Vyacheslav Voronin
Vyacheslav Nikolayevich Voronin (Vladikavkaz, 5 de abril de 1974) é um antigo atleta russo, especialista em salto em altura. Foi campeão do mundo em 1999 e campeão europeu em pista coberta em 2000. 